# 철화문
철화문(鐵畫紋)은  철분이 섞인 채색 물감으로 그린 무늬로 주로 도자기에서 많이 사용된 문양이다. 철화문은 조선시대 17세기부터 사용되기 시작하였고, 주로 백자에 시문되었다.